# 347 Pariana
347 Pariana је астероид главног астероидног појаса. Приближан пречник астероида је 51,36 km,
а средња удаљеност астероида од Сунца износи 2,615 астрономских јединица (АЈ).
Инклинација (нагиб) орбите у односу на раван еклиптике је 11,673 степени, а орбитални период износи 1544,997 дана (4,229 године). Ексцентрицитет орбите астероида износи 0,164.
Апсолутна магнитуда астероида износи 8,90 а геометријски албедо 0,184.
Астероид је откривен 28. новембра 1892. године.